# Adílson Ferreira de Souza
Adílson Ferreira de Souza (nacido el 1 de septiembre de 1978) es un futbolista brasileño que se desempeña como delantero.
Jugó para clubes como el Montevideo Wanderers, América, Coritiba, Kashiwa Reysol, Vissel Kobe, Urawa Reds, Júbilo Iwata y Portuguesa.

## Trayectoria

### Clubes
| Club                 | País          | Año         |
| -------------------- | ------------- | ----------- |
| Mogi Mirim           | Brasil        | 1996        |
| Montevideo Wanderers | Uruguay       | 1997        |
| Salgueiros           | Portugal      | 1997 - 1998 |
| América              | México        | 1998 - 1999 |
| Bandeirante          | Brasil        | 2000        |
| Atlético Sorocaba    | Brasil        | 2001        |
| ADAP                 | Brasil        | 2002 - 2005 |
| Araçatuba            | Brasil        | 2002 - 2003 |
| Coritiba             | Brasil        | 2004        |
| Busan IPark          | Corea del Sur | 2005 - 2006 |
| Gyeongnam FC         | Corea del Sur | 2007 - 2009 |
| Kashiwa Reysol       | Japón         | 2008 - 2009 |
| Vissel Kobe          | Japón         | 2010 - 2011 |
| Urawa Reds           | Japón         | 2012        |
| Vissel Kobe          | Japón         | 2013        |
| Júbilo Iwata         | Japón         | 2014        |
| Portuguesa           | Brasil        | 2015        |